# Takuu
Takuu is een atol in de Grote Oceaan ten noordoosten van Bougainville dat een autonome provincie van Papoea-Nieuw-Guinea is. Het eiland ligt 250 km ten noordoosten van Kieta, de belangrijkste haven van Bougainville. Het atol is eivormig met een breedte van ongeveer 10 km en een lengte van 13 km en het bestaat uit 13 verschillende eilandjes aan de oostkant van het atol en een eilandje aan het noordwesten (Nukereia). Takuu-eiland is het grootst (57 ha) en ligt zuidelijk. Het bewoonde eiland (Nukutoa) ligt daar noordelijk van en is slechts 8 ha groot. Het totale oppervlak aan land is 90 ha. Het eiland ligt binnen Melanesië maar de bevolking is Polynesisch: het is een zogenaamde Polynesische exclave.
De bewoners van het dorp worden bedreigd door klimaatverandering omdat hun atol in zee zal verdwijnen bij verdere zeespiegelstijging. Nu al verzilt door het zeewater de bodem en wordt land- en tuinbouw steeds moeilijker en is de opbrengst aan voedselgewassen steeds lager.

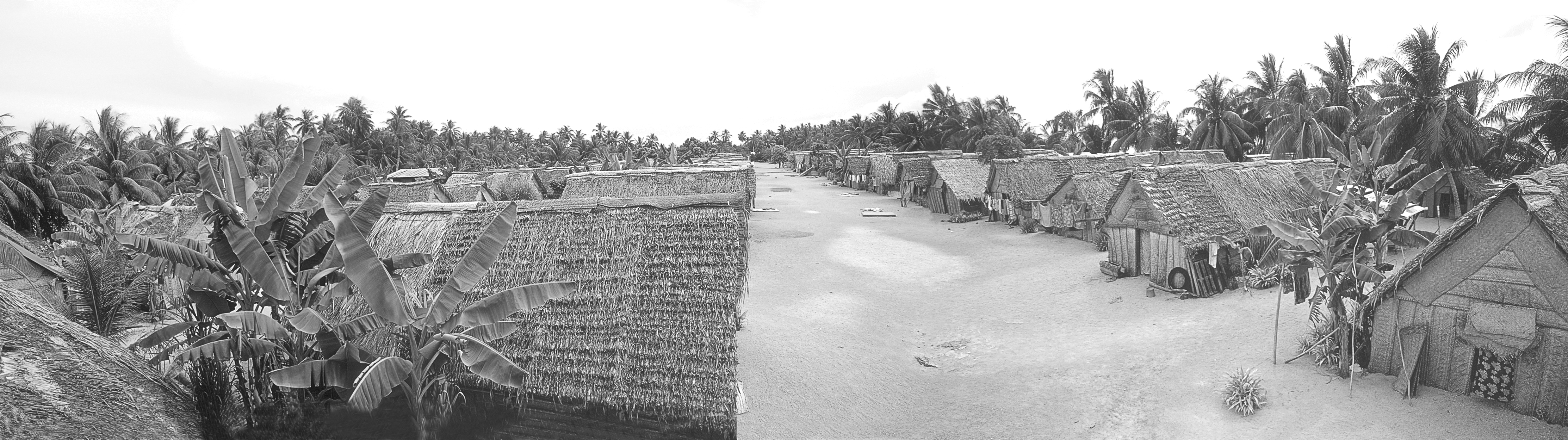
Het eiland (en dorp) Nukutoa van het atol Takuu (Papoea-Nieuw-Guinea). Foto uit het jaar 2000